# Vrijzinnig Democratische Partij van Appenzell Ausserrhoden
De Vrijzinnig Democratische Partij van het kanton Appenzell Ausserrhoden (Duits: Freisinnig-Demokratische Partei von Appenzell A.Rh.), is een Zwitserse politieke partij die actief is in het kanton Appenzell Ausserrhoden. De FDP A.Rh. is een liberale partij en maakt deel uit van de federale Vrijzinnig Democratische Partij. Sinds haar oprichting in 1910 heeft de FDP A.Rh. alle Landammänner (dat wil zeggen regeringsleiders) van het kanton Appenzell Ausserrhoden geleverd.

## Geschiedenis
Georganiseerde politieke partijen bestonden er aanvankelijk in het kanton Appenzell Ausserrhoden niet. Pas aan het einde van de negentiende eeuw organiseerden enkele Protestantse liberalen zich in een Volksverein ("Volksvereniging"). In 1895 werd de Volksverein lid van de federale Vrijzinnig Democratische Partij. Onder invloed van dominee Arthur Eugster (1863-1922) organiseerden de liberalen zich op 3 juli 1910 als Freisinnig-Demokratische Partei von Appenzell A.Rh. Van 1910 tot 1919 was Eugster voorzitter van de FDP Appenzell A.Rh. Na de Generalstreik van november 1918 streefde men binnen de FDP A.Rh. naar een strakkere partijorganisatie en een duidelijk partijprogramma. De naam van de partij werd gewijzigd in Fortschrittliche Bürgerpartei (Vooruitstrevende Burgerpartij); in 1946 werd de oude partijnaam FDP A.Rh. weer aangenomen. 
Omdat het kanton Appenzell Ausserrhoden in praktijk een eenpartijsysteem kent (vgl. de positie van de Christendemocratische Volkspartij A.I. in het buurkanton Appenzell Innerrhoden) zijn er verschillende stromingen binnen de FDP A.Rh., w.o. een conservatieve en een meer sociaal liberale vleugel.

## Partijleiding
- Partijvoorzitter: Hanspeter Blasen, Herisau
- Secretaris: Marlis Vernier, Urnäsch
- Fractievoorzitter in de Kantonsraad van Appenzell Ausserrhoden: Peter Meier, Gais

## Jeugdafdeling
De jeugdafdeling van de FDP A.Rh. draagt als naam Jungfreisinnigen AR en wordt geleid door Andrea Claudio Caroni (Grub).

## Zetels in deKantonsraad
De FDP A.Rh. heeft momenteel (2008) 26 afgevaardigden in de Kantonsraad van Appenzell Ausserrhoden.